# Ардольф I де Гин

Графство Гин в середине XII века
Территория графства Гин
Прочие территории Фландрского графства
Англо-Нормандская монархия
Владения графов Вермандуа
Церковные земли

Ардольф I (фр. Ardolf Ier de Guînes; 966 — после 996) — граф Гина.
Сын Зигфрида Датчанина и его жены Эльструды, дочери графа Фландрии Арнульфа I. Родился после смерти отца.
Воспитывался при дворе графа Фландрии Арнульфа II, своего родственника и крёстного. Получил от него сеньорию Бреденард.
Жена — Матильда (Маго), дочь графа Булони Арнульфа II. Дети:
- Рауль (Родольф), граф Гина
- Роже, умер в молодом возрасте.

Поскольку Зигфрид Датчанин с современных ему документах нигде не упоминается с графским титулом, некоторые историки считают именно Ардольфа первым графом Гина.